# Castle Pinckney

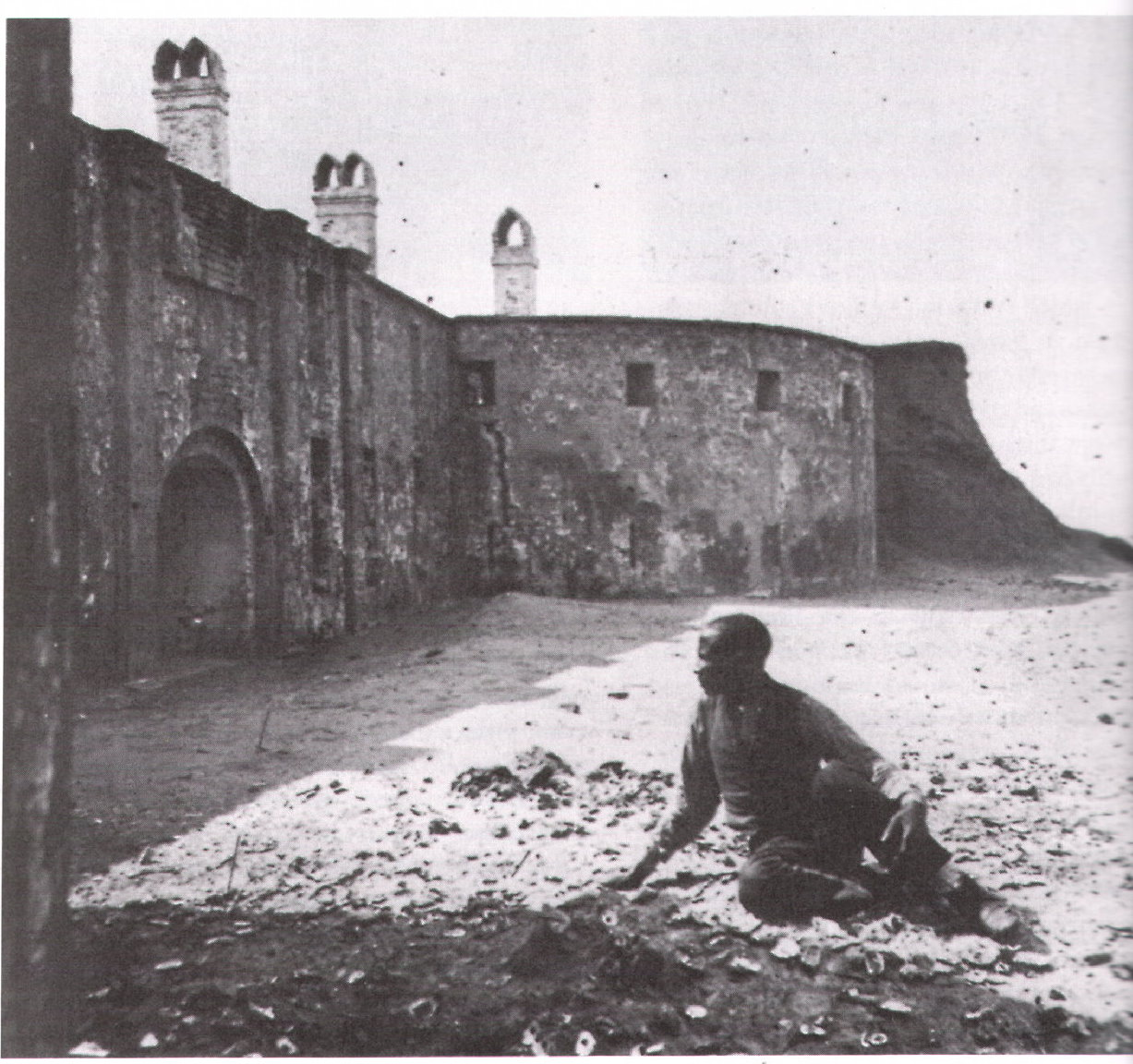
Kehlseite von Castle Pinckney etwa 1861

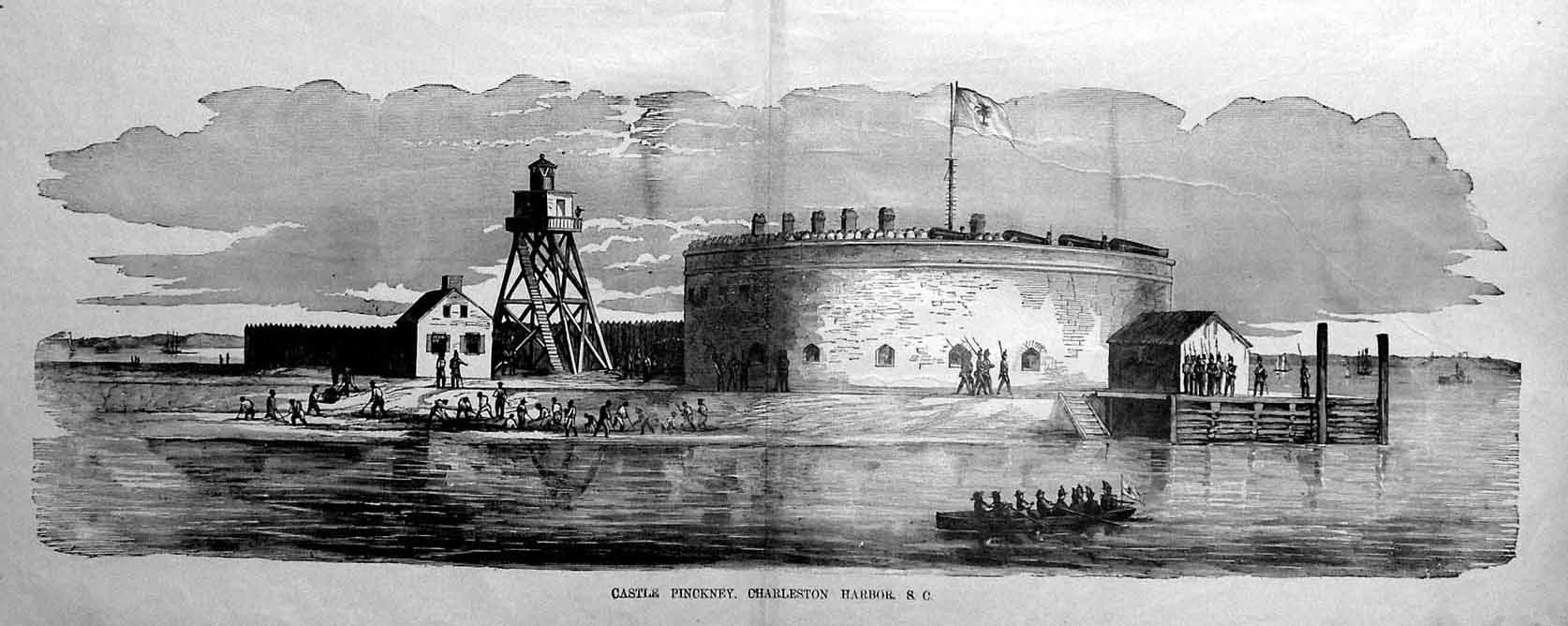
Castle Pinckney von der Seeseite

Castle Pinckney war eine Küstenbefestigung zum Schutz des Hafens von Charleston (South Carolina) und liegt auf der Insel Shutes' Folly Island etwa 1,7 km östlich von Charleston.

## Geschichte
Im Jahre 1794 erging der Auftrag zum Bau einer Befestigung auf Shutes' Folly Island, um den Hafen gegen eine mögliche Bedrohung durch französische Truppen von See her zu schützen, da ein Krieg gegen Frankreich unmittelbar bevorzustehen schien. Das damalige Fort bestand nur aus Erdwällen, die mit Palmenstämmen verstärkt worden waren, und wurde erst 1797 fertiggestellt. Dieses erste Fort wurde im Jahre 1804 durch einen schweren Hurrican gänzlich zerstört. 1809 begann man mit dem Bau einer zweistöckigen Batteriestellung nach dem Muster wie es auch in Fort Massachusetts (Mississippi) und der sog. Battery in Manhattan errichtet wurde. Im Amerikanisch-Britischen Krieg von 1812 wurde das Fort mit Truppen belegt, war jedoch nicht in Kampfhandlungen verwickelt. Danach stand es jahrelang leer und war sich selbst überlassen.
Während der sogenannten Nullification Crisis im Jahre 1832 (South Carolina weigerte sich ein von Präsident Andrew Jackson erlassenes und vom United States Congress verabschiedetes neues Zollgesetz anzuerkennen) wurde das Fort kurzzeitig mit Truppen der US Army belegt und auch Verstärkungen an den Wällen vorgenommen. Danach wurde die Garnison wieder abgezogen und man verwendete die Befestigung als Pulvermagazin und Lager für militärische Gerätschaften.
Im Amerikanischen Bürgerkrieg war Castle Pinckney Teil des Befestigungssystems von Bucht und Hafen Charleston, das die stärkeren Fort Sumter, Fort Moultrie und noch eine Anzahl von provisorischen Feldbefestigungen entlang der Küstenlinie einschloss. Bis zum Ausbruch des Krieges war es noch von den Unionstruppen besetzt und artilleristisch stark armiert. Es verfügte 1860 über:
- 14  24-pfünder Vorderladerkanonen
- 4  42-pfünder Vorderladerkanonen
- 4  8-inch (20,3 cm) Haubitzen
- 1  10-inch (25,6 cm) Mörser
- 1  8-inch Mörser
- 4  Feldkanonen zum Schutz der Flanken.

Am 27. Dezember 1860, eine Woche nachdem South Carolina den Austritt aus der Union erklärt hatte, ergab sich die Fortbesatzung der South Carolina Miliz und erhielt freien Abzug. Die Unionssoldaten begaben sich nach Fort Sumter, um dort die Garnison unter Major Robert Anderson zu verstärken. Castle Pinckney war die erste militärische Liegenschaft der Nordstaaten, die von der Confederate States Army eingenommen wurde. Drei Tage später ergab sich auch das Charleston Arsenal. Nach dem Angriff auf Fort Sumter wurde das Werk von den Charleston Zouave Cadets besetzt. Nach der ersten Schlacht bei Manassas nahm das Fort kurzzeitig Kriegsgefangene aus den Nordstaaten auf, die in den unteren Kasematten untergebracht wurden. Nachdem die Gefangenen wieder verlegt worden waren, verstärkte man die Befestigung mit Erdaufschüttungen und zusätzlicher Artillerie. Während des gesamten Krieges war das Fort in keine Kämpfe verwickelt.
1890 beseitigte man einen kleinen Teil des Walls und der Kasematten um einen Leuchtturm zu errichten. Aus Anlass des Spanisch-Amerikanischen Krieges 1899 wurde das Fort nochmals instand gesetzt und modernisiert.
Durch eine Proklamation des Präsidenten Calvin Coolidge erhielt Castle Pinckney 1924 den Status eines National Monument. Der U.S. Kongress verabschiedete jedoch 1951 ein Gesetz (aus welchen Gründen auch immer), das die Befestigung aus der Liste der National Monuments wieder herausnahm und die Verantwortung dem U.S. Army Corps of Engineers übertrug.

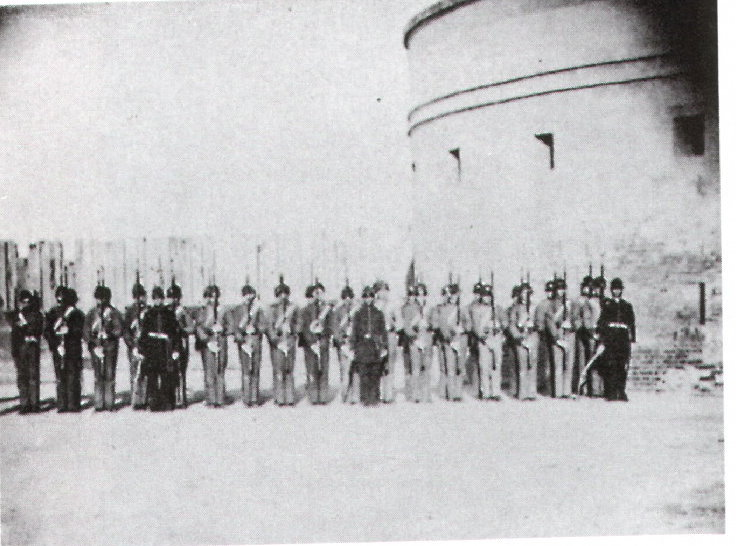
The Charleston Zuave Cadets in Castle Pinckney

In den 1960er Jahren wurde das Fort aus der Militärliste gestrichen. Daraufhin übernahm es eine Gruppe Bürger, die sich Sons of Confederate Veterans nannten, zum Zwecke der Erhaltung und der Einrichtung eines Museums. Nachdem diese Bemühungen wegen fehlender finanzieller Mittel aufgegeben werden mussten, ging das Fort in das Eigentum von South Carolina über. Allerdings wurden bisher nur sehr geringe Bemühungen unternommen, den vom Verfall bedrohten Bau zu retten. Instandsetzungsarbeiten konnten bisher auch nicht im eigentlich notwendigen Rahmen durchgeführt werden. Die Anlage ist dem Verfall preisgegeben. Ein Zugang ist nicht möglich.
Im Fort befinden sich immer noch einige Vorderladerkanonen, die man nicht entfernt hat, da es zur damaligen Zeit der Mühe nicht Wert war, die artilleristisch überholten Geschütze zu bergen.

## Bauwerk
Wie bei Fort Massachusetts handelt es sich um ein aus Backsteinen aufgeführtes Rondell, dessen Grundfläche etwas mehr als einen Halbkreis bildet und das in der Kehle durch eine Hohltraverse als Defensivkaserne abgeriegelt ist. Der Batterieblock ist um den Kehlbereich etwas herumgezogen, sodass zwei halbrunde Kehlkoffer zum Schutz des Eingangsbereichs gebildet wurden. Die Anlage war nicht von einem Graben umgeben. Geschütze konnten in der oberen Ebene der Kasematten gedeckt aufgestellt werden. Bedingt durch die halbkreisförmige Ausführung des Werkes war die Schussrichtung von Süden nach Norden möglich, ausgerichtet war das Fort jedoch nach Osten in Richtung der Meerenge bei Fort Sumter. Es war ein reines Artilleriekampfwerk, da es außer den beiden Kehlkoffern zum Schutz des Torbereichs, bauartbedingt nur geringfügige Möglichkeiten zur Abwehr von Infanterieangriffen gab. Die Gewehrscharten waren nur auf Distanzfeuer eingerichtet, im Nahkampf waren sie wirkungslos da der tote Winkel die gesamte Frontseite einnahm.

## Namensgebung
Das Fort ist nach einem Teilnehmer des Amerikanischen Unabhängigkeitskrieges: Charles Cotesworth Pinckney, benannt.